# Stella Joseph-Mathieu
Stella Joseph-Mathieu, née le 10 janvier 1978 à Paris, est une ancienne handballeuse internationale française évoluant au poste de gardienne de but. Elle est la sœur de Christelle Joseph-Mathieu.

## Biographie
À l'été 2014, elle quitte l'OGC Nice pour Angoulème, récent relégué en Nationale 1, où elle prépare notamment sa reconversion professionnelle.

## Palmarès

### Club
compétitions internationales
- vainqueur de la coupe Challenge (C4) en 2011

compétitions nationales
- Championne de France de D2 en 2001
- Championne d'Allemagne en 2004
- vainqueur de la coupe de France en 2009

distinctions individuelles
- élue meilleur gardienne de Bundesliga en 2004
- meilleure gardienne de LFH en 2012 au nombre d'arrêts (271 arrêt en 18 matchs) [5]

### Équipe nationale
- 49 sélections en équipe de France entre avril 2002 et ?
- 5e place au championnat du monde 2007 en France